# Telenomus chloropus
Telenomus chloropus är en stekelart som först beskrevs av Thomson 1861.  Telenomus chloropus ingår i släktet Telenomus, och familjen gallmyggesteklar. Arten är reproducerande i Sverige.